# 寄木神社 (品川区)
寄木神社（よりきじんじゃ）は、東京都品川区の神社。

## 概要
創建年代は不明である。日本武尊の妃弟橘媛が自ら生贄となって嵐を鎮めた際、船の残骸の木材が流れ着いたのを祀ったのが起源である。
当社本殿の扉には、伊豆国の名工入江長八によるこて絵「鏝絵天鈿女命功績図（こてえあめのうずめのみことこうせきず）」が描かれている。左扉には天照大神と天鈿女命、右扉には猿田彦命が描かれている。

## 交通アクセス
- 新馬場駅より徒歩7分（経路案内）。